# Plataforma continental do Brasil

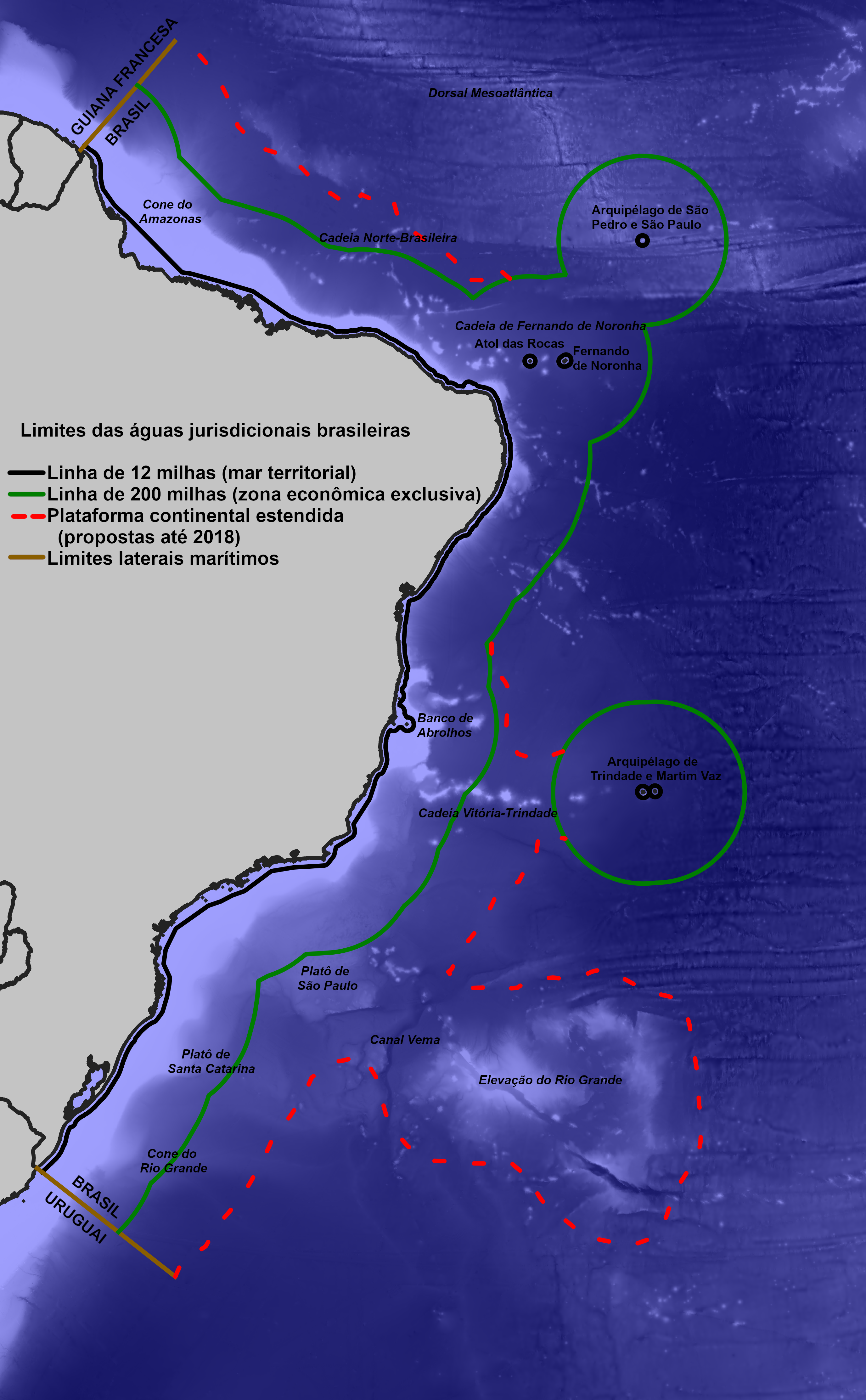
Em verde, o limite das 200 milhas náuticas, sob os quais o solo e subsolo são partes reconhecidas da plataforma continental; em tracejado vermelho, as propostas de extensão

A plataforma continental do Brasil é o leito marinho e subsolo subjacentes às águas jurisdicionais brasileiras, onde o Brasil tem direitos soberanos aos seus recursos naturais como Estado participante da Convenção das Nações Unidas sobre o Direito do Mar (CNUDM). Uma área de cerca de 3,5 milhões de quilômetros quadrados até as 200 milhas náuticas (370 quilômetros) das linhas de base do litoral já é reconhecida internacionalmente. De 2004 a 2018 o país submeteu à Comissão de Limites da Plataforma Continental (CLPC) uma série de propostas de plataforma continental estendida para além das 200 milhas náuticas, totalizando um aumento de 2 094 656,59 km², que elevaria a área total 5 669 852,41 km². Ainda não se chegou a um entendimento final com a CLPC, e portanto os limites da plataforma estendida não são definitivos e obrigatórios. A Marinha do Brasil inclui toda essa área no seu conceito de Amazônia Azul.
A legislação brasileira incorporou o conceito da plataforma continental em 1950, embora sem limites claros. No início da década seguinte ela foi palco da "Guerra da Lagosta" com a França. A extensão do mar territorial até as 200 milhas náuticas do litoral, em 1970, absorveu a plataforma como área distinta, pois o mar territorial inclui o solo e subsolo marinhos. A entrada em vigor da CNUDM, em 1994, diminuiu o mar territorial e fez o limite exterior da plataforma coincidir com o da zona econômica exclusiva (ZEE). Neste período iniciou-se a extração de petróleo na plataforma continental, onde desde então ocorre a maior parte da produção nacional de combustíveis fósseis.
Para fundamentar as propostas de extensão da plataforma continental para além das 200 milhas náuticas, desde o final dos anos 1980 a Marinha, a Petrobras e a comunidade científica colaboraram no Plano de Levantamento da Plataforma Continental Brasileira (Leplac) para produzir centenas de milhares de quilômetros de perfis geológicos da área. Em 2007 a CLPC só aceitou parte da proposta brasileira e os levantamentos foram retomados. O interesse econômico na região foi estimulado pelas descobertas de combustíveis fósseis na camada pré-sal das bacias sedimentares submarinas, com as quais o Brasil se tornou o 8.º maior produtor mundial de petróleo bruto e gás associado em 2023. As propostas revistas são maiores e incorporaram em 2018 a elevação do Rio Grande, região de crescente interesse mineral.
Na geomorfologia, a plataforma continental jurídica do Brasil corresponde em sua maior parte a uma margem continental divergente formada na separação entre a América do Sul e a África, com plataforma, talude e elevação continental bem definidos. Ela é mais larga no litoral da região Norte, onde há o cone do Amazonas (um dos maiores cones sedimentares submarinos do mundo), estreita-se no Nordeste e se alarga ao sul do banco de Abrolhos. O platô de São Paulo, maior platô marginal da costa brasileira, contém as duas maiores bacias petrolíferas (Campos e Santos). Além dos combustíveis fósseis, a margem continental tem jazidas, quase todas intocadas pela mineração marinha, de carvão, hidratos de gás, granulados, minerais pesados, fosforitas, evaporitos, enxofre, crostas cobaltíferas, sulfetos polimetálicos e nódulos polimetálicos.

## Geomorfologia

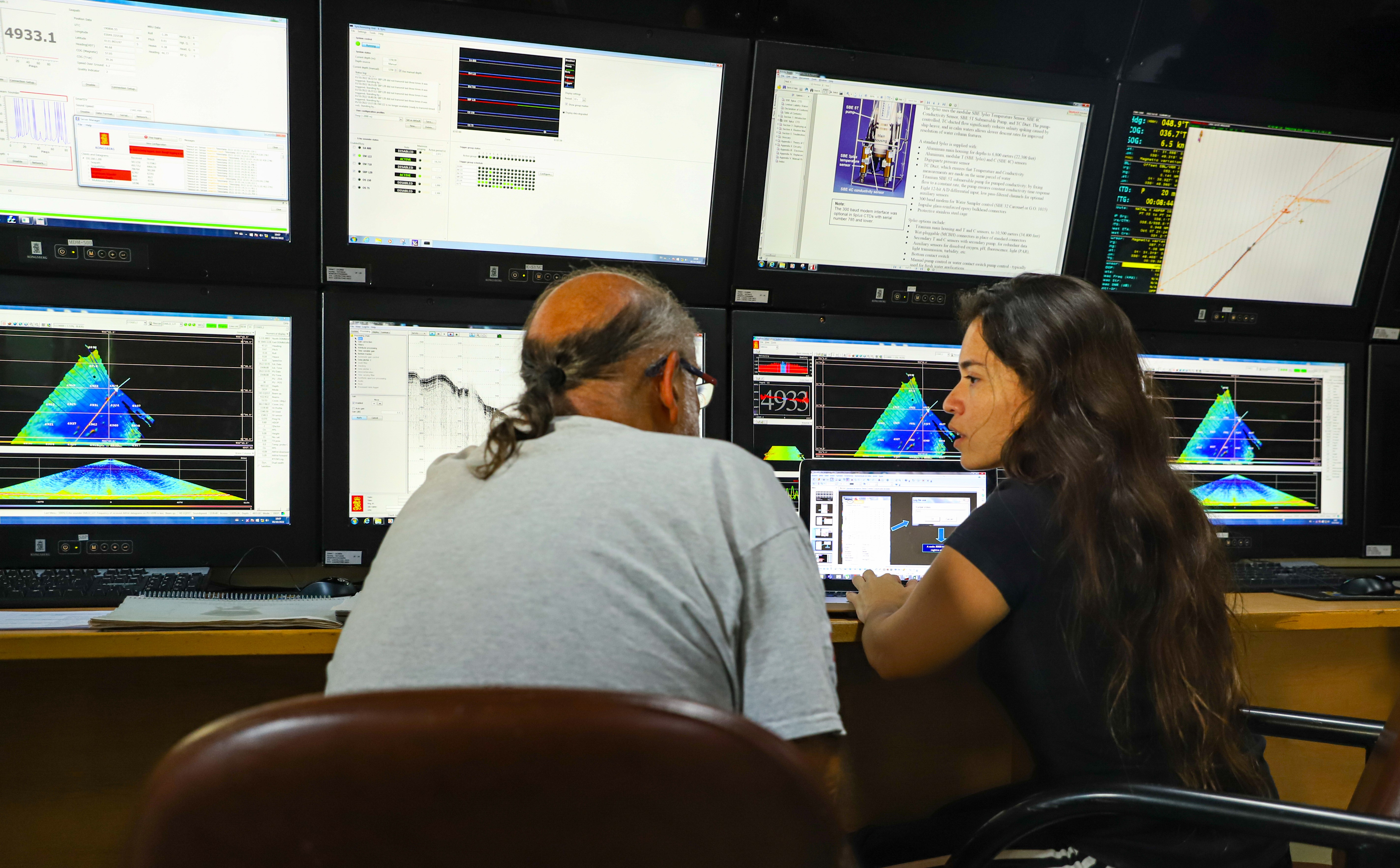
Pesquisadores da Universidade Federal Fluminense analisam um levantamento batimétrico realizado pelo navio de pesquisa Vital de Oliveira (H-39)

Do litoral brasileiro até as planícies abissais do Oceano Atlântico Sul estende-se uma porção da margem continental sul-americana, que é a transição entre as crostas continental e oceânica. Comparando as terminologias do Direito marítimo e da geografia, esta margem continental, composta de uma plataforma continental, talude continental e elevação continental, é o que mais se aproxima da "plataforma continental" definida na Convenção das Nações Unidas sobre o Direito do Mar (CNUDM). A "plataforma jurídica" é todo o prolongamento natural submerso do Estado costeiro e não só sua plataforma continental geomorfológica.
A maior parte da margem continental brasileira é uma clássica margem divergente formada pela ruptura do supercontinente Gondwana e o distanciamento das placas Sul-Americana e Africana. Este tipo de margem possui uma larga plataforma continental, um declive acentuado, mas estável no talude, ao pé do qual os sedimentos acumulados formam a elevação continental, que decresce em espessura e desce suavemente até as planícies abissais. Devido a vários processos tectônicos e sedimentares, nem sempre essas três faixas são nitidamente identificáveis. E nem toda a margem continental brasileira é o Atlântico Sul divergente: o extremo norte está na margem divergente do Atlântico Central, e parte da região equatorial é uma margem transformante, na qual as placas continentais deslizaram lado a lado.
20,5% do leito marinho sob a zona econômica exclusiva brasileira está a profundidades de até 200 m, consideradas parte da plataforma continental geomorfológica. Predominam as feições de mar profundo. O leito marinho tem ainda 13,3% de talude, 1,7% de terraço, 1,4% de cânions submarinos, 40% de elevação continental, 29,6% de planície abissal, 4,9% de cones submarinos, 2,2% de montes submarinos, 1,4% de guyots, 1,2% de dorsais e 1,4% de dorsais divergentes. A soma das porcentagens excede 100%, pois algumas feições ocupam o mesmo espaço.

### Feições submarinas

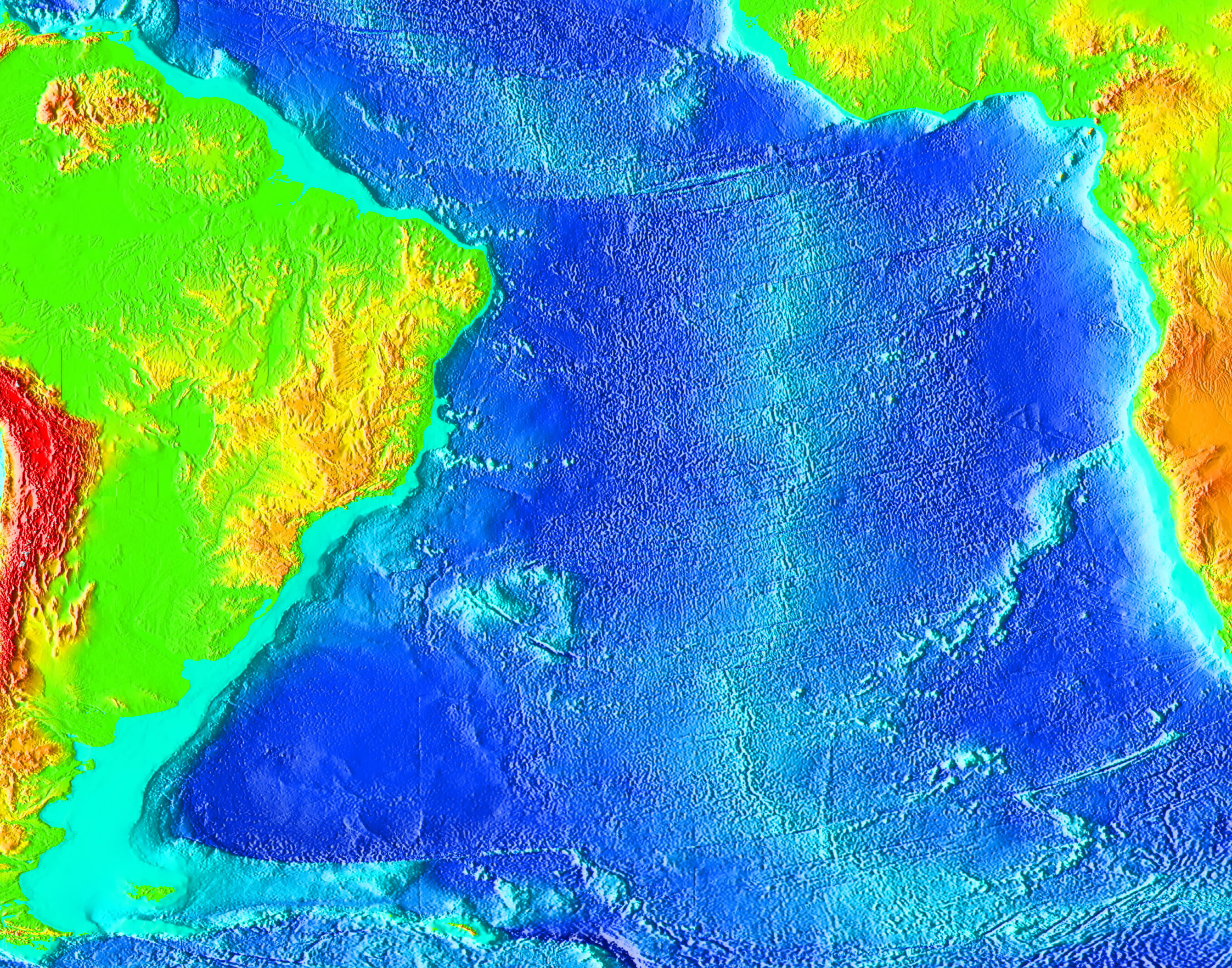
Mapa batimétrico do Atlântico Sul

Acompanhando o litoral brasileiro a partir do norte, a primeira grande feição é o cone do Amazonas. Os sedimentos depositados pelo rio, um dos maiores cones sedimentares marinhos do mundo, formam as maiores espessuras sedimentares e larguras da plataforma continental geomorfológica (até 300 km) e da margem (750 km) em todo o litoral brasileiro. A batimetria segue um gradiente até profundidades de cerca de 4,8 km na planície abissal de Demerara. A leste estão os montes submarinos do Maranhão e as cadeias Norte Brasileira e de Fernando de Noronha, formadas em direção paralela à costa pela margem transformante do Atlântico Equatorial. A cadeia de Fernando de Noronha tem duas regiões emersas, o atol das Rocas e o arquipélago de Fernando de Noronha. A cadeia Norte Brasileira serve de barreira à deposição de sedimentos e consequentemente encurta a largura da margem continental e das reivindicações brasileiras.
O arquipélago de São Pedro e São Paulo é um caso à parte, sendo uma porção emersa da Dorsal Mesoatlântica. Suas rochas são típicas do manto, expostas à superfície à medida que as forças tectônicas abriram falhas na crosta oceânica.
A plataforma continental tem 170 km de largura no delta do rio Parnaíba, estreitando para leste até 50 km, no litoral cearense, e mais ainda até o cabo de São Roque, no Rio Grande do Norte. O Nordeste tem os trechos mais estreitos da margem continental (100 km) e da plataforma continental geomorfológica (30–50 km), chegando a meros oito quilômetros de plataforma no Recife. Dos paralelos 10° a 16° S, isto se deve à influência do Cráton São Francisco. A elevação continental desce até a planície abissal brasileira. O trajeto é seguido por algumas feições perpendiculares à costa, de norte a sul: os montes submarinos do Rio Grande do Norte, Paraíba, Pernambuco e Bahia e a cadeia Ferraz. A margem continental alarga-se novamente a partir do banco de Abrolhos. Este se conecta via banco Besnard à cadeia Vitória-Trindade, sequência de cerca de 30 montes submarinos em 950 km de extensão, culminando, na sua ponta leste, nas ilhas de Trindade e Martim Vaz.
Mais a sul, a margem continental excede 500 km de largura. As bacias sedimentares de Campos, Santos e do Paraná compõem o platô de São Paulo, maior platô marginal da costa brasileira, situado entre o talude e a elevação continentais. Seus limites externos encontram os montes submarinos Jean Charcot e o canal submarino de São Paulo. A planície abissal brasileira chega ao seu limite sul nesta região, onde é separada da planície abissal argentina pelo canal submarino Vema e a elevação do Rio Grande (ERG). A ERG localiza-se entre os paralelos 28° e 34° S, numa área total de 500 mil km², erguendo-se de um assoalho de 5 km de profundidade até uma altura 650 m abaixo do nível do mar. Sua origem e evolução são controversas. Ela já teve terra emersa e está alinhada à província magmática do Paraná-Etendeka e às cadeias de Walvis, Gough e Tristão da Cunha.
A margem continental sul, do platô de São Paulo até a fronteira com o Uruguai, contém o platô de Santa Catarina, o terraço do Rio Grande e o cone do Rio Grande, ao longo dos quais está a bacia de Pelotas.

## Definição legal

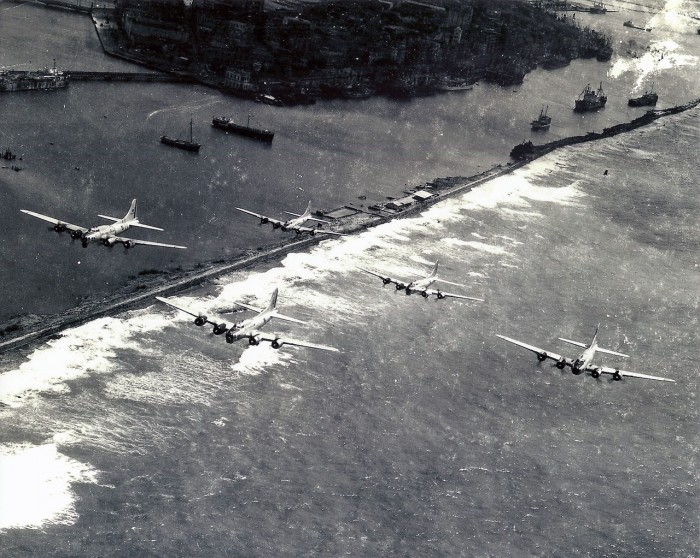
Aviões Boeing B-17 da Força Aérea Brasileira sobrevoam o litoral na Guerra da Lagosta, em 1963

A plataforma continental surgiu no Direito brasileiro por decreto em 1950: "fica expressamente reconhecido que a plataforma submarina, na parte correspondente ao território, continental e insular, do Brasil se acha integrada neste mesmo território, sob jurisdição e domínio, exclusivos, da União Federal". A legislação não definiu a extensão da plataforma; o precedente internacional, a declaração unilateral da plataforma continental dos Estados Unidos pelo presidente Harry S. Truman em 1945, era até a profundidade de 100 braças (cerca de 200 metros). O decreto não alterou o mar territorial brasileiro, que se estendia na época até as 3 milhas náuticas (5,56 quilômetros) do litoral.
O conceito da plataforma continental foi consolidado no Direito internacional na Convenção sobre a Plataforma Continental (CPC), assinada em 1958, durante a I Conferência das Nações Unidas sobre o Direito do Mar. Neste acordo, a plataforma se estendia até os 200 m de profundidade ou até onde houvesse recursos explotáveis, e "os Estados costeiros exercem direitos soberanos sobre a plataforma continental para efeitos de exploração e aproveitamento dos seus recursos naturais", entre os quais estavam os organismos vivos sedentários. A França, interessada em pescar a lagosta na plataforma continental do Brasil, questionou a classificação desse animal como espécie sedentária, embora nenhum dos países houvesse firmado a CPC naquele momento. Em 1963 ambos deslocaram navios de guerra ao litoral do Nordeste, no que viria a ser chamado de "Guerra da Lagosta". As tensões se dissiparam no ano seguinte, cresceu o interesse doméstico pelos mares adjacentes e o debate sobre o meio de locomoção da lagosta contribuiria ao desenvolvimento posterior do Direito marítimo.
Em junho de 1968 um novo decreto estabeleceu uma definição parecida com a da CPC (200 metros de profundidade ou até onde os recursos naturais fossem aproveitáveis, ambos fora do mar territorial). O critério híbrido da profundidade e explotabilidade já era há tempos criticado por sua ambiguidade. Mas a definição durou pouco; em agosto outro decreto revogou o anterior e determinou que a plataforma seguiria os "tratados ou convenções internacionais ratificados pelo Brasil". Como o país não fazia parte da CPC, a margem externa da plataforma ficou indefinida. A extensão do mar territorial para 200 milhas náuticas (370 quilômetros), em 1970, absorveu a plataforma continental como área distinta, embora ela ainda fosse mencionada como bem da União na Constituição Federal. O mar territorial inclui o leito marinho e subsolo.

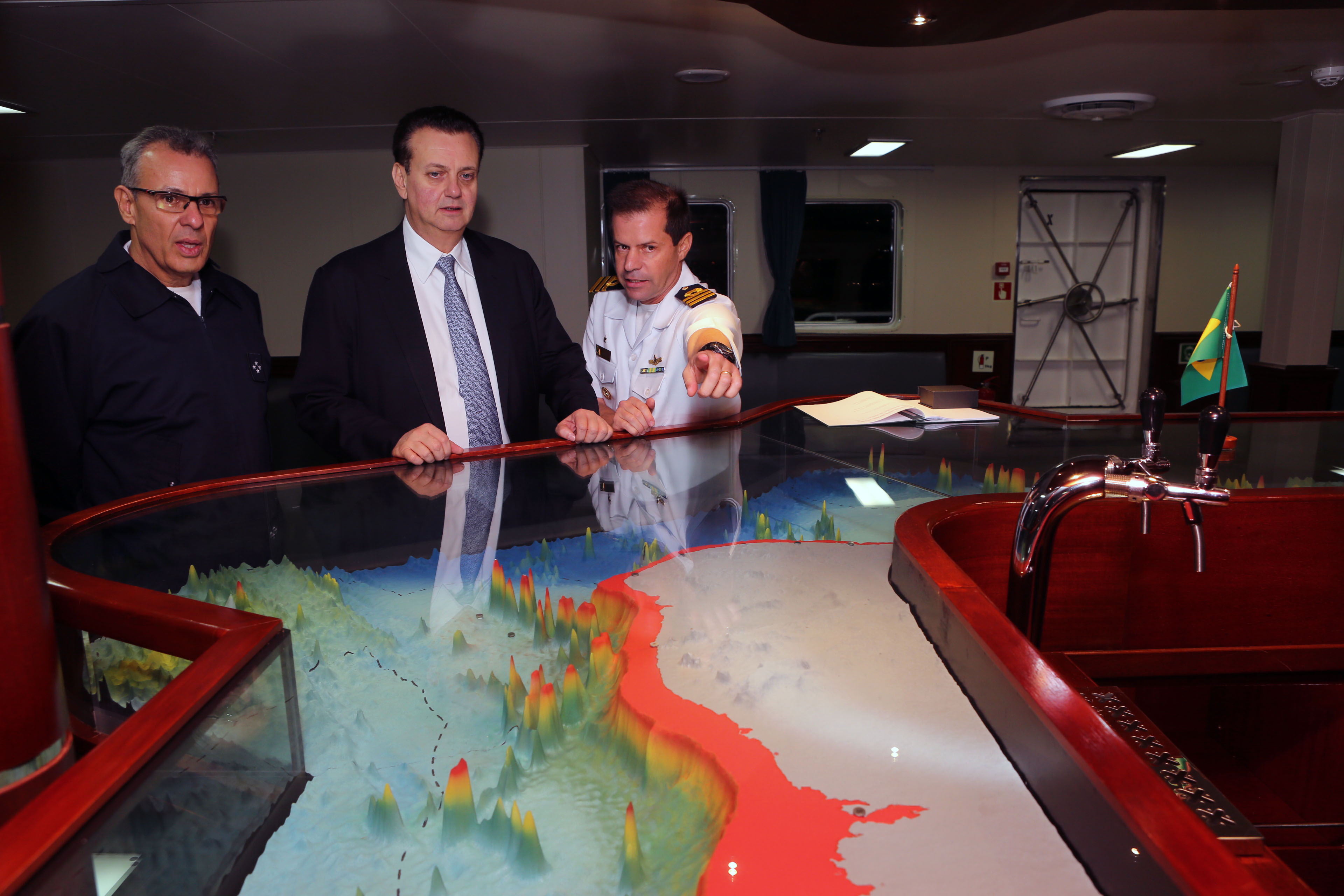
Gilberto Kassab, ministro da Ciência, Tecnologia e Informação, é apresentado a um modelo da batimetria da margem continental brasileira a bordo do navio de pesquisa Vital de Oliveira (H-39)

A III Conferência das Nações Unidas sobre o Direito do Mar concluiu em 1982 tendo redigido a CNUDM, do qual do Brasil foi um dos Estados ratificantes. A harmonização da lei nacional com a Convenção, que entrou em vigor em 1994, revogou o decreto de 1970 e estabeleceu um mar territorial até as 12 milhas, uma zona econômica até as 200 milhas e uma plataforma continental "em toda a extensão do prolongamento natural do seu território terrestre, até ao bordo exterior da margem continental ou até uma distância de 200 milhas marítimas das linhas de base a partir das quais se mede a largura do mar territorial, nos casos em que o bordo exterior da margem continental não atinja essa distância". O limite exterior da plataforma continental permaneceu efetivamente a 200 milhas do litoral, no mesmo limite da ZEE, mas com a possibilidade futura de se reconhecer uma plataforma continental estendida para além dessa distância.
Pelo artigo 77 da CNUDM, o "Estado costeiro exerce direitos de soberania sobre a plataforma continental para efeitos de exploração e aproveitamento dos seus recursos naturais". "Se o Estado costeiro não explora a plataforma continental ou não aproveita os recursos naturais da mesma, ninguém pode empreender estas atividades sem o expresso consentimento desse Estado", e estes direitos "são independentes da sua ocupação, real ou fictícia, ou de qualquer declaração expressa". A pesquisa científica internacional e colocação de cabos submarinos nessa área dependem do consentimento do governo brasileiro.

## Plataforma estendida

Diagrama das zonas marítimas definidas pela CNUDM

O trecho da plataforma continental situado para além das 200 milhas náuticas das linhas de base do litoral é conhecido como a plataforma continental estendida ou exterior. Legalmente a plataforma é uma só e a CNUDM, embora defina os critérios para sua delimitação, não usa o termo. Sua distância máxima é de 350 milhas das linhas de base ou 100 milhas da isóbata de 2 500 metros de profundidade. O Estado costeiro interessado em definir os limites externos da sua plataforma continental estendida deve submeter sua proposta e as informações geológicas relevantes à Comissão de Limites da Plataforma Continental (CLPC), uma instituição criada pela CNUDM. A CLPC é um órgão técnico e não político ou jurídico. Com base nas suas recomendações, o Estado costeiro deposita os limites ao Secretário-Geral das Nações Unidas, tornando-os definitivos e obrigatórios. Esta ampliação ocorre às custas da "Àrea", o trecho do leito do mar e subsolo que a CNUDM considera patrimônio comum da humanidade. Parte da receita dos seus recursos naturais é transferida à Autoridade Internacional dos Fundos Marinhos.
O Estado solicitante pode discordar da CLPC e apresentar uma proposta revista. Se discordar da resposta à sua proposta revista, pode apresentar mais revisões, quantas vezes quiser, ao risco de ficar preso numa situação de "pingue-pongue" com a Comissão. Hipoteticamente, pode também fazer uma declaração unilateral dos seus limites, mas enfrentará consequências jurídicas e políticas. Para o Brasil, isso poderia danificar as relações com os países em desenvolvimento com os quais se procura aproximações comerciais e diplomáticas, e especialmente aos Estados sem litoral ou de litoral geograficamente desfavorecido.
A plataforma continental consiste em solo e subsolo e não inclui a coluna d'água sobrejacente. O regime jurídico das águas é distinto. Isto significa que as águas sobrejacentes à plataforma estendida fazem parte do alto mar, que se inicia a partir de 200 milhas das linhas de base. Ainda assim, a definição das águas jurisdicionais brasileiras na legislação nacional explicitamente inclui as águas sobrejacentes à plataforma continental estendida, o que é, conforme alguns juristas, uma inconsistência com a CNUDM. Por outro lado, o Estado ao qual pertence a plataforma continental ainda tem jurisdição limitada sobre as águas sobrejacentes para fins de fiscalização do uso que for feito de seu fundo marinho, e a legislação brasileira é moderada pelas expressões "jurisdição, em algum grau", "para os fins de controle e fiscalização" e "dentro dos limites da legislação internacional e nacional".

### Primeiros levantamentos

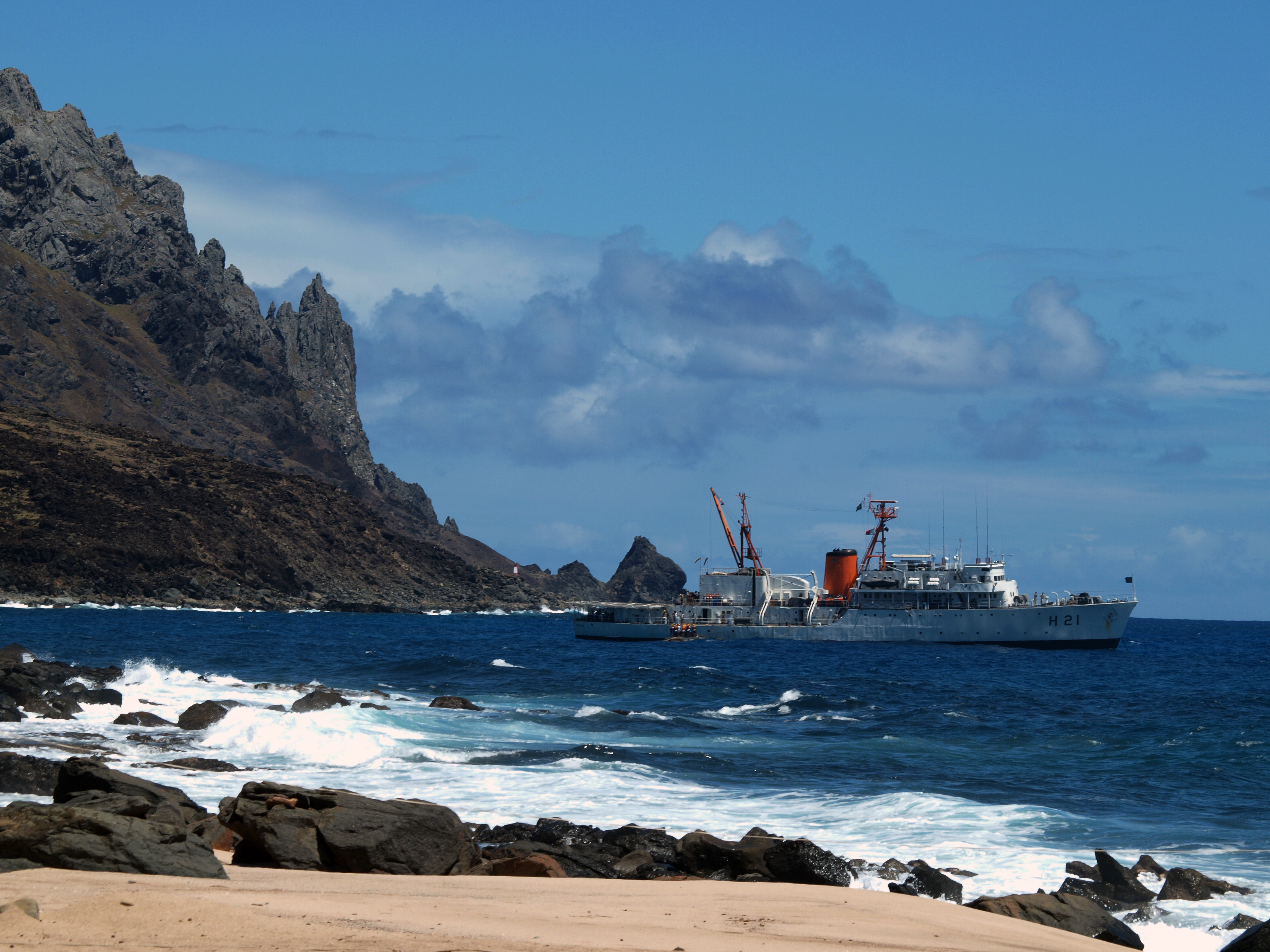
Navio hidrográfico Sirius na ilha da Trindade

Ainda antes da entrada em vigor da CNUDM, em junho de 1987 iniciou-se a coleta de dados de campo para definir a margem externa da plataforma continental brasileira. As informações preexistentes, como as do Projeto Remac (Reconhecimento da Margem Continental) realizado na década anterior, não tinham cobertura suficiente, especialmente longe da costa, para substanciar reivindicações brasileiras. Em 1988 estes trabalhos foram formalizados pela Comissão Interministerial para os Recursos do Mar (CIRM) no Plano de Levantamento da Plataforma Continental Brasileira (Leplac), um projeto nacional executado pela Diretoria de Hidrografia e Navegação (DHN) da Marinha, a Petrobras e a comunidade científica nacional, representada pelo Programa de Geologia e Geofísica Marinha (PGGM) e várias instituições de ensino. O Ministério das Relações Exteriores coordenou uma subcomissão da CIRM para tratar dos aspectos políticos da proposta de plataforma estendida.
A primeira fase do Leplac durou até 1996 e empregou os navios da DHN Almirante Câmara (H-41), Álvaro Alberto (H-43), Sirius (H-21) e Antares (H-40), nos quais embarcaram especialistas da Marinha, pesquisadores civis e, durante as coletas de dados geofísicos, profissionais da Petrobras. As expedições coletaram dados de sísmica multicanal para determinar a espessura de sedimentos na margem, desde a plataforma continental geológica até as 350 milhas de distância das linhas de base. Dados de gravimetria e magnetometria permitiram estimar outras informações, incluindo o limite entre as crostas continental e oceânica. Levantamentos batimétricos identificaram o pé do talude continental, o traçado da isóbata de 2 500 m e novos modelos de geomorfologia marinha.
Ao todo, a primeira fase do Leplac coletou 46 966 km de linhas bidimensionais sísmicas, 89 369 km de dados batimétricos, 97 237 km gravimétricos e 93 604 km magnetométricos. Os meios utilizados foram exclusivamente nacionais. Para além do seu objetivo político, o Leplac gerou dados usados em muitos projetos de pesquisa nas universidades, aumentou o conhecimento geológico e geomorfológico da margem continental brasileira, especialmente em áreas de interesse econômico, e estimulou o desenvolvimento de tecnologias para pesquisa e a formação e treinamento de pessoal especializado. Os poucos militares e civis na linha de frente desse processo são idealizados nas fontes oficiais como os  "bandeirantes das longitudes salgadas". O conhecimento técnico adquirido seria mais tarde utilizado para auxiliar países sul-americanos e africanos nos seus próprios levantamentos de plataforma continental.
O Programa de Avaliação da Potencialidade Mineral da Plataforma Continental Jurídica Brasileira (Remplac) foi criado pela CIRM em 1997 para dar continuidade aos levantamentos da plataforma continental. Ele é coordenado pelo Ministério de Minas e Energia e tem foco no potencial econômico e não nos limites da plataforma, inicialmente estudando recursos localizados a menos de 200 milhas náuticas das linhas de base.

### Proposta de 2004

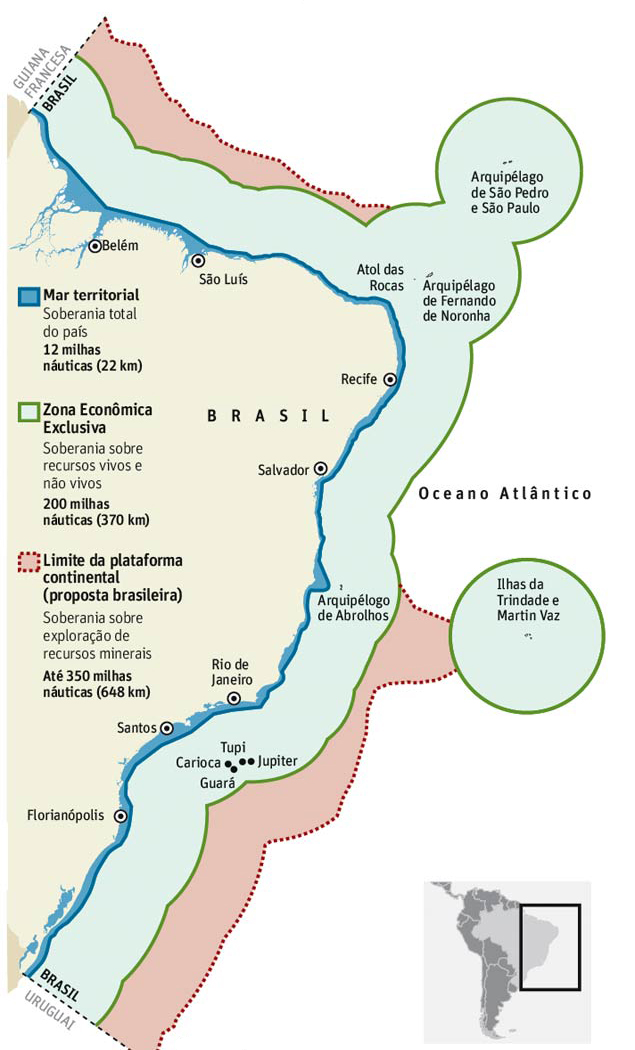
ZEE e plataforma continental reivindicada em mapa de 2013

A preparação, submissão e exame de uma proposta de extensão de plataforma continental é um trabalho demorado, e o prazo original de dez anos após a entrada em vigor da CNUDM (1994) teve que ser estendido. Em dezembro de 2003 a Assembleia Geral das Nações Unidas incentivou os signatários da Convenção a apressarem suas propostas. O Brasil, por ter começado cedo os seus levantamentos, tornou-se o segundo Estado costeiro e primeiro país em desenvolvimento a submeter sua proposta. A Proposta de Limite Exterior da Plataforma Continental Brasileira foi apresentada à CLPC em 17 de maio de 2004. A proposta, endereçada ao Secretário-Geral das Nações Unidas, era acompanhada de cinco CD-ROMs com as coordenadas geográficas de todos os pontos identificadores dos limites, fundamentadas nas informações colhidas pelo Leplac.
A reivindicação brasileira aplicava-se a 911 847 km² de plataforma continental além das 200 milhas, alterados para 953 825 km² num adendo em 2006. A área total passaria de cerca de 3,5 milhões de km² (isto é, o leito marinho subjacente ao mar territorial e à ZEE) a 4,5 milhões. Os trechos reivindicados estavam no cone do Amazonas, cadeia Norte Brasileira, margem oriental da cadeia Vitória-Trindade e platô de São Paulo até o limite lateral marítimo com o Uruguai. Em 30 de agosto o governo dos Estados Unidos, embora não fosse signatário da Convenção, anunciou suas objeções à proposta brasileira. Segundo a representante americana na ONU, fontes públicas e dados americanos apresentavam uma espessura sedimentar e "linha de Gardiner" distinta dos dados brasileiros. Os americanos também questionaram a associação da cadeia Vitória-Trindade à margem continental brasileira, pois teria sido formada por hotspots oceânicos. Com base nas suas condições para a objeção de um terceiro Estado, a CLPC não chegou a considerar os argumentos americanos.
Para examinar a proposta, a CLPC criou uma subcomissão de sete peritos oriundos do México, Coreia do Sul, Nigéria, China, Argentina, Croácia e Austrália. Peritos brasileiros tiveram cinco reuniões de trabalho com os representantes da CLPC, que encaminhou seu Relatório de Recomendações em abril de 2007. Somente 765 000 km² foram recomendados como plataforma continental. Os peritos discordaram da localização do pé do talude no cone do Amazonas e na margem continental sul e duvidaram da pertinência das cadeias Vitória-Trindade e Norte-Brasileira como prolongamentos naturais da massa terrestre brasileira.

### Importância estratégica

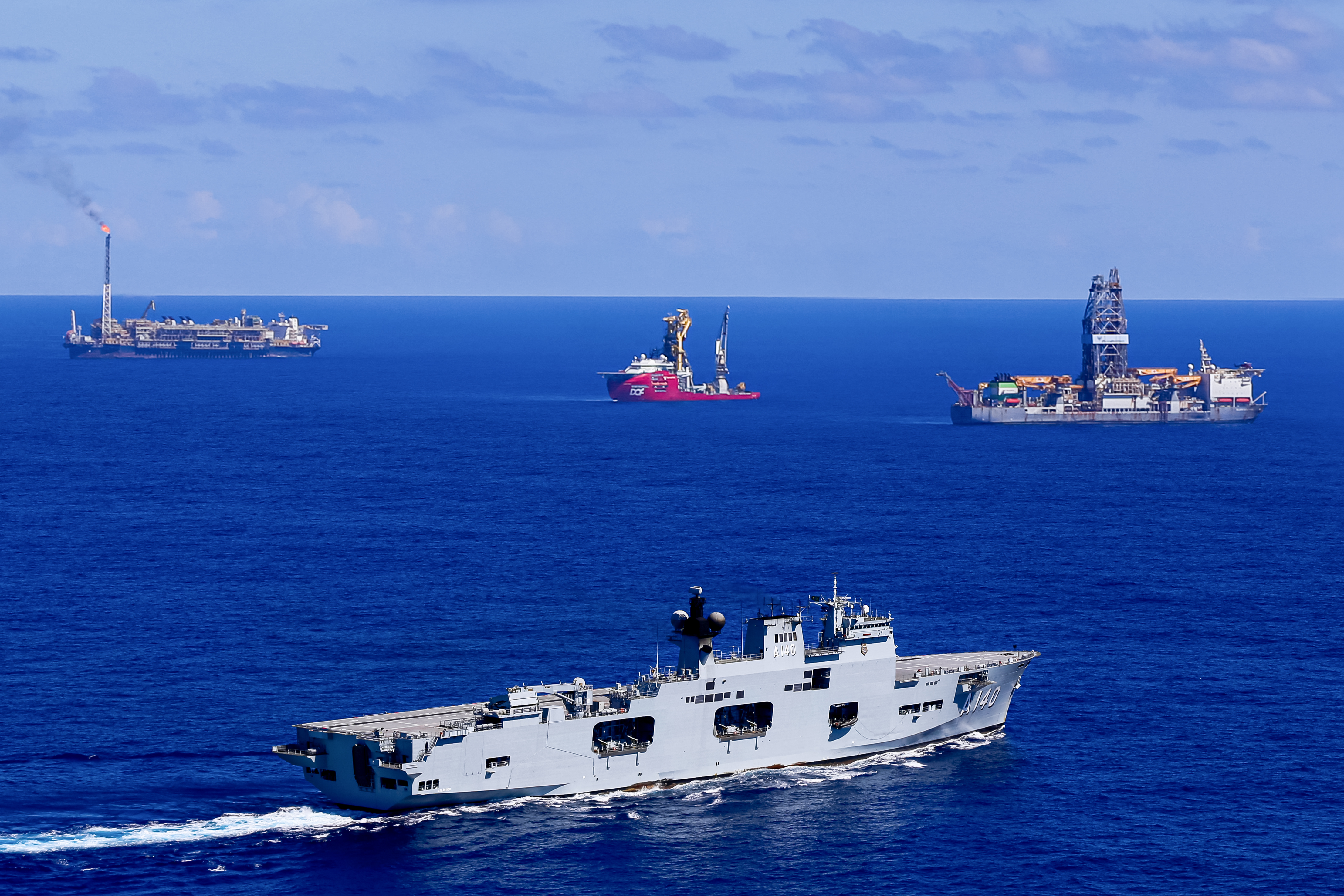
Navio-Aeródromo Multipropósito Atlântico (A-140) na bacia petrolífera de Santos

Depois da CLPC só aceitar parte da proposta brasileira, o Presidente da República aprovou em junho de 2008 a decisão da CIRM de conduzir novos levantamentos para redigir uma proposta revisada. A decisão política e estratégica foi de não depositar limites parciais junto ao Secretário-Geral das Nações Unidas, ao contrário da Austrália, e depositar os limites somente após a solução de todas as divergências com a CLPC. Segundo fontes do Ministério das Relações Exteriores, a Petrobras havia pressionado pelo reconhecimento da contraproposta da CLPC, abrindo mão de parte das reivindicações, para garantir imediatamente os campos de petróleo que estão além das 200 milhas náuticas. As principais reservas estão no platô de São Paulo, justamente a única região da margem continental onde a Comissão concordou integralmente com a proposta brasileira.
Um diplomata não identificado teria dito à revista IstoÉ Dinheiro que "não podemos deixar de manifestar nosso direito em nome de um ganho imediato" e "não são questões econômicas que vão se sobrepor a um trabalho de duas décadas". Outro argumento favorável, utilizado na exposição de motivos do ministro da Defesa ao presidente, foi de que a evolução tecnológica favoreceria os novos levantamentos. Ademais, setores nacionalistas ficariam insatisfeitos se o governo abrisse mão das possíveis riquezas minerais das áreas rejeitadas pela CLPC.
O Leplac aumentara o interesse econômico na plataforma continental, revelando seu potencial mineral, e em 2005, depois da proposta à CLPC, foi encontrado petróleo na camada pré-sal da bacia de Santos, aguçando mais ainda o interesse nos combustíveis fósseis da plataforma. O desenvolvimento e autonomia energética oferecidos pelo pré-sal enchiam a imaginação das lideranças políticas. Para os setores militares e nacionalistas da sociedade, o pré-sal agravou preocupações de segurança e o clamor por investimentos em defesa naval. A Marinha reoxigenou sua campanha de relações públicas da "Amazônia Azul", termo que ela introduziu ao público em 2004 — não por coincidência, no ano da proposta à CLPC — para englobar todos os espaços marítimos sob jurisdição brasileira. Por analogia com a Amazônia "Verde", o termo salienta a vastidão e riqueza natural dessa área e seus desafios de segurança, conservação ambiental e desenvolvimento. Grande parte da retórica da "Amazônia Azul" está focada na plataforma continental.
A resolução da CIRM em 2008 sublinhou a importância da decisão: faltava ao Brasil "a tarefa de determinar o seu último limite jurídico – A Plataforma Continental – para concluir a obra do traçado definitivo da base física da Nação". Na opinião do diplomata Christiano Figueirôa, "a definição dos limites exteriores da plataforma continental do Brasil além das 200 milhas marítimas representa o maior procedimento de delimitação do país desde a era do Barão do Rio Branco". Luiz Alberto Figueiredo vê na plataforma continental o último limite jurídico a consolidar, pois as fronteiras terrestres já estão fixas. Desde 2010 o Brasil se arroga o direito de avaliar previamente qualquer pedido de pesquisa científica na plataforma estendida, mesmo reconhecendo que seu limite definitivo não foi estabelecido.

### Propostas revistas

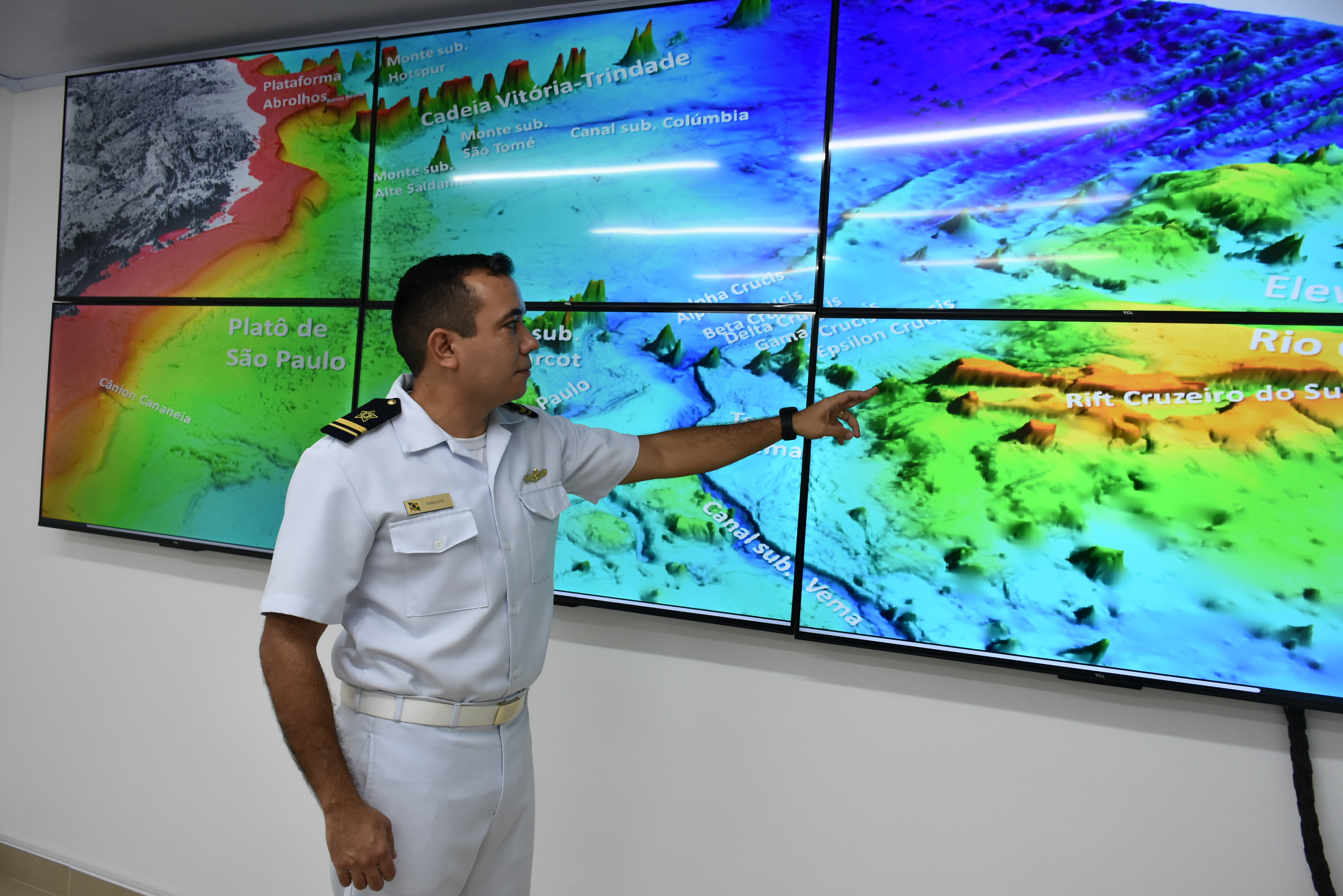
Modelo batimétrico tridimensional da área entre o litoral e a elevação do Rio Grande

Uma segunda fase do Leplac, praticamente toda realizada em 2009–2011, preencheu lacunas nos dados, especialmente nas áreas de discordância com a CLPC. O Antares, MV Discoverer, MV Sea Surveyor e MV Prof. Logachev coletaram 92 703 km de perfis de batimetria multifeixe, 11 893 km de sísmica multicanal, 81 157 km de gravimetria, 76 618 km de magnetometria, 61 896 km de sísmica multicanal simplificada via Mini Air Gun e 71 966 km de perfis 3,5 kHz. Também foram lançadas sonoboias e colhidas amostras de rochas dos montes submarinos nas cadeias Vitória-Trindade e Norte Brasileira. O programa de Prospecção e Exploração de Recursos Minerais da Área Internacional do Atlântico Sul e Equatorial (Proarea) e iniciativas subsequentes estudaram a elevação do Rio Grande, região até então excluída das reivindicações. Os primeiros estudos não confirmavam definitivamente a região como parte da crosta continental. Pesquisadores nesta área remota encontram fortes correntes, condições meteorológicas agitadas e um leito marinho íngreme e rochoso.
Munido dos dados, o Brasil submeteu três novas propostas: a Proposta Parcial Revista da Margem Sul (10 de abril de 2015), referente à área na altura dos estados do Rio Grande do Sul e Paraná, a Proposta Parcial Revista da Margem Equatorial (8 de setembro de 2017), referente ao cone do Amazonas e cadeia Norte Brasileira, e a Proposta Parcial Revista da Margem Oriental e Meridional (7 de dezembro de 2018), refente à Cadeia Vitória-Trindade, o platô de Santa Catarina e a ERG. A estratégia de dividir as propostas em parcelas permite ajustar cada etapa às demandas da CLPC na etapa anterior, mas também atrasa o processo. A área total de plataforma continental estendida, somando as propostas revisadas, chegaria a 2 094 656,59 km². Somando as áreas já reconhecidas, seriam 5 669 852,41 km². Alguns dados sensíveis só foram mostrados à CLPC. Para não revelar essas informações a outros países, o público só teve acesso aos sumários executivos das submissões.
Reivindicar a ERG seria territorializar uma parte da "Área", o segmento do leito marítimo considerado patrimônio comum da humanidade pela CNUDM. Do ponto de vista das autoridades brasileiras, o processo está em curso em todo o planeta e portanto, o Brasil deve estender suas próprias áreas marítimas. Na reunião da CIRM de 30 de abril de 2019, um representante do Ministério das Relações Exteriores argumentou que "se o Brasil não for proativo nessa área, mais dia, menos dia, apareceria ali uma potência - não seria um país de capacidade inferior a nossa - para prospectar minério, petróleo e gás na ERG. Seria realmente uma situação muito desconfortável". A CLPC aceitou as reivindicações referentes aos litorais do Rio Grande do Sul e Santa Catarina (170 mil km²) em 2019, e à margem equatorial (360 mil km²) em 2025. O Brasil ainda não havia chegou a um entendimento final com a CLPC, e o aumento territorial permanece em espera.

## Recursos naturais

### Petróleo e gás natural

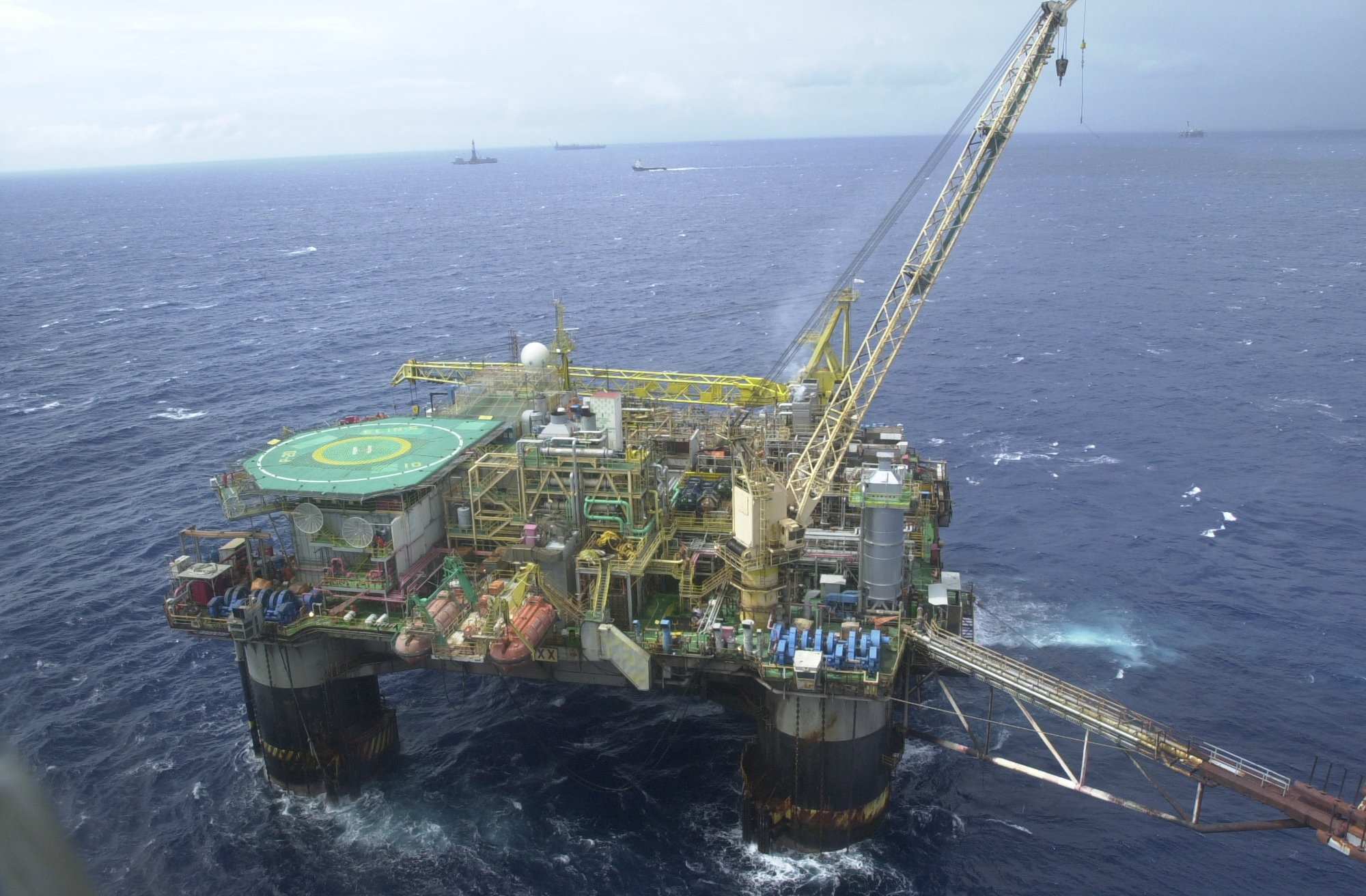
Plataforma petrolífera da Petrobras

O mar é a principal fonte nacional de petróleo e gás natural — 95,1% da produção em barris equivalentes de petróleo (boe) em 2023. O setor correspondia a 15% do PIB industrial brasileiro em 2022, dividido em 7% na extração e 8% do mercado de derivados, e é a atividade mais intensiva em tecnologia na economia marinha brasileira. A produção média em 2023 foi de 3,402 milhões de barris/dia de petróleo e 150 milhões de metros cúbicos/dia de gás natural, com 15,894 bilhões de barris de reservas provadas de petróleo e 517 bilhões de metros cúbicos de reservas provadas de gás natural. Em petróleo bruto e gás associado, era a 8.ª maior produção do mundo. A reserva de petróleo era a 14.ª maior do mundo em 2018. A bacia mais importante é a de Santos, onde foram produzidos 74,08% do petróleo e 75,34% do gás natural em 2023. Em segundo lugar para ambos os produtos está a bacia de Campos. Em 2019 os campos em frente aos estados de São Paulo, Rio de Janeiro e Espírito Santo eram responsáveis por 55,2% da produção nacional.
O primeiro poço de petróleo offshore foi perfurado em 1968, quando a produção terrestre já não conseguia satisfazer a demanda. As primeiras descobertas foram na continuação marinha da bacia terrestre de Sergipe-Alagoas. A crise petrolífera de 1973 estimulou o setor e a extração comercialmente viável teve início em 1977, superando a produção terrestre cinco anos depois. A produção total diária, em barris, cresceu de 167 mil em 1970 a 564 mil em 1985 e um milhão em 1997. O patamar tecnológico tornou-se mais desafiador à medida que se exploraram águas mais profundas; dez anos depois do início da produção, ela já alcançava o talude, sob lâminas d'água superiores a 700 metros. O Brasil atualmente se destaca na produção em águas profundas (500–1500 m) e ultraprofundas (> 1500 m).
A Petrobras é historicamente objeto de orgulho nacionalista e chave para as ambições de alcançar as principais economias do mundo, especialmente no período de entusiasmo após a descoberta de grandes jazidas no pré-sal. Elas são um produto da evolução geológica do Atlântico Sul, que favoreceu seu acúmulo em bacias sedimentares na margem continental. No início da separação entre a América do Sul e a África, sedimentos ricos em matéria orgânica foram depositados em lagos de  rifte. O clima quente e de intensa evaporação propiciou a precipitação de sal marinho, sob a qual formou-se uma camada pré-sal de petróleo e gás natural. A produção nesta faixa teve início em 2005 e superou a produção no pós-sal em 2017. O periódico britânico The Guardian relatou em 2015 que a euforia inicial havia dado lugar a um sentimento mais ambíguo, num cenário de baixos preços do petróleo, endividamento e escândalos na Petrobras e preocupações ambientais. A autossuficiência, que é realidade nominal — a produção de petróleo bruto excede o consumo dos seus derivados — não se efetiva por falta de capacidade nas refinarias.
As estimativas da Petrobras em 2024 eram de que a produção cairia até o final da década. A margem equatorial brasileira, do Rio Grande do Norte ao Amapá, é uma nova fronteira de exploração, mas a empresa ainda não recebeu autorização do Instituto Brasileiro do Meio Ambiente e dos Recursos Naturais Renováveis (Ibama) para perfurar a maioria dos campos.

### Outros combustíveis
Depósitos de carvão mineral foram identificados perto da praia de Santa Terezinha, no Rio Grande do Sul, a 700–800 m de profundidade. Hidratos de gás — moléculas de metano presas em cristais de gelo nos sedimentos — foram encontrados nos cones do Amazonas e do Rio Grande, mas a informação ainda é incompleta para o restante do país. Eles são potencialmente uma alternativa energética ao petróleo e gás natural, mas sua extração, armazenamento e emprego ainda são tecnologicamente difíceis.

### Minerais

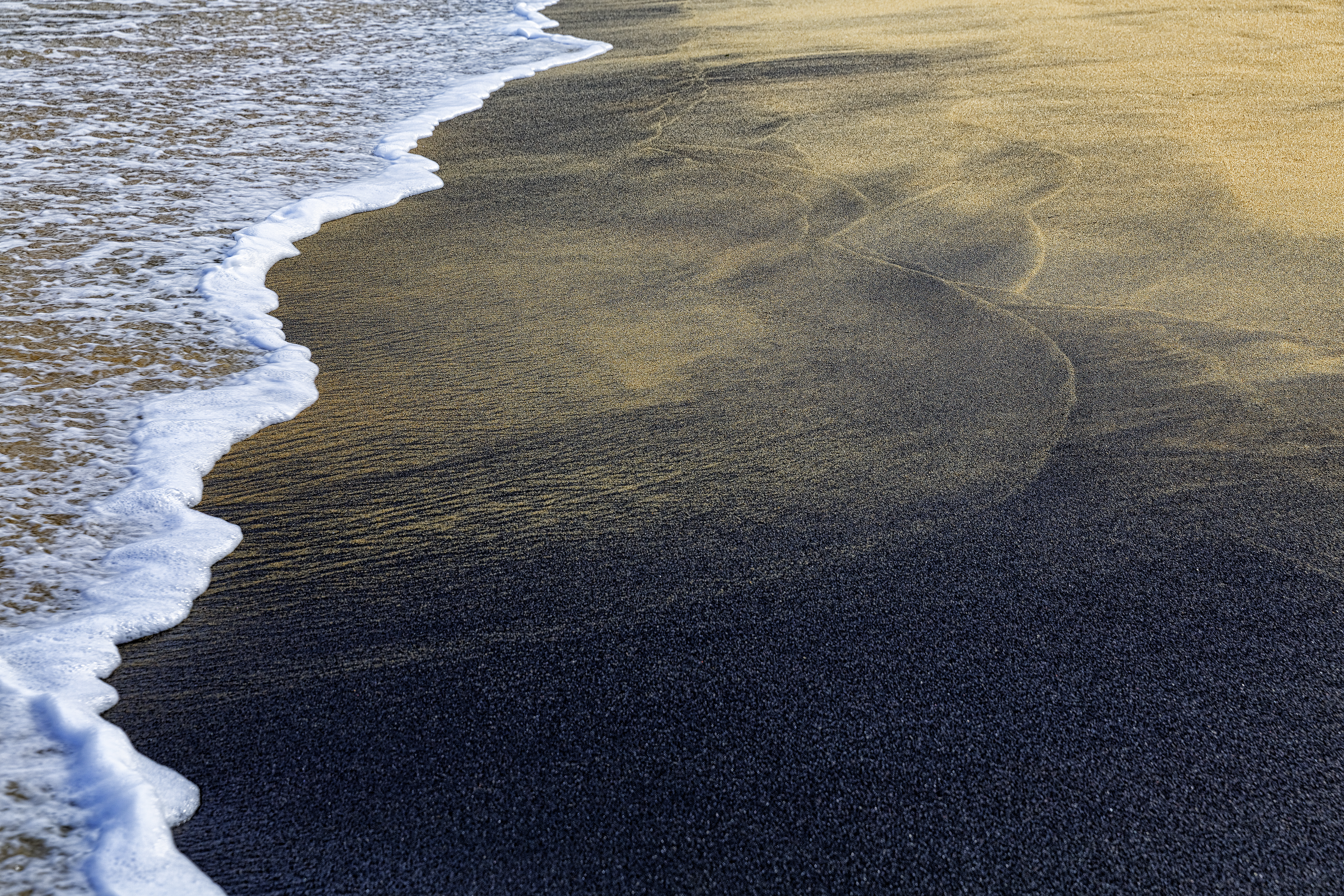
Praia de areia monazítica em Guarapari, Espírito Santo

A plataforma continental brasileira tem jazidas de granulados, minerais pesados, fosforitas, evaporitos e enxofre. Em leitos marinhos mais profundos e distantes da costa já se prospectam crostas cobaltíferas, sulfetos polimetálicos e nódulos polimetálicos. Eles estão em sua maioria na "Área" — o leito marinho sob jurisdição internacional — com as notáveis exceções das áreas ao redor de São Pedro e São Paulo, Trindade e Martim Vaz e a elevação do Rio Grande. A tecnologia de exploração nessas profundidades, na maioria dos casos, ainda não está disponível.
A mineração marinha como um todo é pouco explorada no Brasil. Apenas onze títulos minerários eram explotados em 2019, todos de calcário (no Maranhão, Bahia, Pernambuco e Paraíba) e calcário conchífero (no Espírito Santo). A Agência Nacional de Mineração também classifica algumas concessões de calcário, argila e areia no litoral como parte dos "minerais explotados na plataforma continental". É um setor concentrado no Nordeste e, embora o volume de produção não tenha sido informado, é toda de minerais não metálicos, que respondiam por apenas 20% da produção mineral brasileira em 2019. Mas havia um grande número de áreas de pesquisa, e por isso a mineração marinha é considerada um recurso futuro.
Os granulados ocorrem em duas categorias: os siliciclásticos, compostos por areias e cascalhos, e os bioclásticos, ricos em carbonato de cálcio e compostos de areias, cascalhos, rodolitos e concreções carbonáticas. Os siliciclásticos são extraídos em profundidades de até 30 m, com um potencial estimado em bilhões de metros cúbicos ao longo do litoral. O baixo valor agregado inviabiliza uma extração longe da costa. Eles podem ser usados nas indústrias de cimento, vidros e siderurgia, na construção civil e na reconstrução de litorais erodidos. Os bioclásticos ocorrem do rio Pará até Cabo Frio e podem ser usados na agricultura, filtros de água, cosméticos, suplementos alimentares, implantes ósseos, construção civil, siderurgia e tratamento de água potável.
As fosforitas estão associadas a áreas de ressurgência, e portanto, não são comuns na margem continental brasileira. Ainda assim, elas já foram encontradas no platô do Ceará, a 400 m de profundidade, no platô de Pernambuco, a 700–1 250 m, no terraço de Florianópolis a 200–600 m, no terraço do Rio Grande, a 200–800 m, e na elevação do Rio Grande, a 700–1 500 m. Eles têm uso como fertilizantes agrícolas e fontes de fósforo na indústria, e algumas jazidas têm teores significativos de ferro, titânio e metais de terras raras.
Pláceres de minerais pesados ocorrem nas porções emersa e imersa da faixa litorânea, do Pará ao Rio Grande do Sul. O rutilo e a ilmenita, ricos em titânio, a monazita, rica em cério e tório, e a zirconita têm ou tiveram aproveitamento em escala industrial. Na porção imersa, a extração a profundidades de 40 a 100 m é viável mas ainda não aproveitada. Os canais dos rios Jequitinhonha e Pardo-Salobro, na Bahia, podem conter jazidas de diamante.
Evaporitos de sais minerais — sais anidros, gipsita, halita, potássio e sais de manganês — ocorrem da bacia de Sergipe-Alagoas até a bacia de Santos, sobre a camada do pré-sal. A bacia de Sergipe-Alagoas era em 2005 a única produtora de cloreto de potássio no Brasil, com reservas estimadas em 13,5 milhões de toneladas. As jazidas de Abrolhos a Mucuri, na Bahia, e Barra Nova, no Espírito Santo, são promissoras por sua pequena profundidade e distância da costa. Em Abrolhos também já se identificaram domos salinos revestidos de sulfeto a profundidades de 20 a 30 m.
Nódulos polimetálicos ricos em ferro e manganês já foram identificados no platô de Pernambuco, em profundidades de 1 750 a 2 200 m, no canal de Vema e na cadeia Vitória-Trindade. Crostas de manganês e ferro com elevados teores de cobalto (crostas cobaltíferas) ocorrem no platô de Pernambuco, a profundidades de mil a três mil metros, e na elevação do Rio Grande. Depósitos hidrotermais de sulfetos polimetálicos e sedimentos metalíferos associados provavelmente existem nas redondezas de São Pedro e São Paulo. O Serviço Geológico do Brasil assinou em 2015 um contrato com a Autoridade Internacional dos Fundos Marinhos (ISA) para conduzir levantamentos na elevação do Rio Grande, até então considerada área sob jurisdição internacional. Depois da reivindicação da área como parte da plataforma continental estendida, o contrato foi encerrado em 2021.

### Citações
1. 1 2  «Amazônia Azul». Delegacia da Capitania dos Portos em Angra dos Reis. Consultado em 14 de novembro de 2024
2. 1 2  «Crude oil including lease condensate production 2023». U.S. Energy Information Administration. Consultado em 28 de dezembro de 2024
3. ↑  Figueirôa 2014, p. 51-54.
4. ↑  Figueirôa 2014, p. 59.
5. ↑  Figueirôa 2014, p. 54-56.
6. ↑  Figueirôa 2014, p. 60-62.
7. ↑  Sumida, Bernardino & De Léo 2020, p. 3.
8. ↑  Figueirôa 2014, p. 60-62, 350.
9. ↑  Ventura 2020, p. 274.
10. ↑  Zolnerkevic, Igor (novembro de 2016). «As entranhas expostas da Terra: mapeamento submarino ajuda a recontar a origem inusitada do arquipélago de São Pedro e São Paulo». Revista Pesquisa FAPESP. Consultado em 20 de novembro de 2024
11. ↑  Zee, David (3 de maio de 2022). «Dorsal Meso-Atlântica: Um gigante submerso». Olhar Oceanográfico. Consultado em 20 de novembro de 2024
12. ↑  Pontes 2012, p. 12.
13. 1 2  Figueirôa 2014, p. 62.
14. ↑  Miloslavich et al. 2011, p. 16.
15. ↑  Dominguez et al. 2013, p. 46-48.
16. 1 2  Figueirôa 2014, p. 350.
17. 1 2  Figueirôa 2014, p. 63.
18. 1 2  Sousa 2019, p. 14.
19. 1 2  Escobar, Herton (16 de novembro de 2023). «Elevação do Rio Grande já foi uma ilha tropical na frente do Brasil». Jornal da USP. Consultado em 20 de novembro de 2024
20. ↑  Sager 2014, p. 2-4.
21. ↑  Silva 2013, p. 109.
22. ↑  BRASIL, Decreto nº 28.840, de 8 de novembro de 1950.  Declara integrada ao território nacional a plataforma submarina, na parte correspondente a esse território, e dá outras providências.
23. ↑  Figueirôa 2014, p. 89-90.
24. ↑  Figueirôa 2014, p. 172-174.
25. ↑  Mendes 2006, p. 105-106.
26. ↑  Figueirôa 2014, p. 90, 176-177.
27. ↑  BRASIL, Decreto nº 62.837, de 6 de junho de 1968. Dispõe sôbre exploração e pesquisa na plataforma submarina do Brasil, nas águas do mar territorial e nas águas interiores e dá outras providências.
28. ↑  BRASIL, Decreto nº 63.164, de 26 de agosto de 1968. Dispõe sôbre exploração e pesquisa na plataforma submarina do Brasil, nas águas do mar territorial, e nas águas interiores e dá outras providências.
29. 1 2  Silva 2013, p. 109-110.
30. ↑  Figueirôa 2014, p. 180-181.
31. ↑  Violante 2022, p. 81-82.
32. ↑  Marreiro 2021, p. 90.
33. ↑  CEMBRA 2022, cap. I, p. 20-21.
34. ↑  Figueirôa 2014, p. 33.
35. ↑  Zanella 2018, p. 2840.
36. ↑  Silva 2013, p. 110-111.
37. ↑  Mohriak & Torres 2017, p. 72.
38. ↑  Figueirôa 2014, p. 157-159.
39. ↑  CEMBRA 2022, cap. I, p. 25-26.
40. 1 2 3  Silva 2013, p. 118.
41. ↑  Figueirôa 2014, Introdução.
42. ↑  Zanella 2018, p. 2840, 2842-2846.
43. ↑  Silva 2020, p. 324-325.
44. ↑  Assumpção 2018, p. 65-67.
45. ↑  Figueirôa 2014, p. 189.
46. ↑  Figueirôa 2014, p. 191.
47. ↑  Mohriak & Torres 2017, p. 75.
48. ↑  Mohriak & Torres 2017, p. 61.
49. ↑  Figueirôa 2014, p. 194-195.
50. 1 2  Mohriak & Torres 2017, p. 75-76.
51. ↑  Marreiro 2021, p. 100.
52. ↑  Serafim 2005, p. 23.
53. ↑  Carvalho 2022, Going beyond the Blue Amazon - and strategically communicating it.
54. ↑  Figueirôa 2014, p. 196.
55. ↑  Figueirôa 2014, p. 137, 197-198.
56. 1 2 3  Mohriak & Torres 2017, p. 72-73.
57. ↑  Figueirôa 2014, p. 204-205.
58. ↑  Ventura 2020, p. 279.
59. ↑  Figueirôa 2014, p. 198-201.
60. ↑  Figueirôa 2014, p. 203.
61. 1 2 3  CEMBRA 2022, cap. I, p. 26-28.
62. ↑  Figueirôa 2014, p. 225-227.
63. 1 2 3  Figueirôa 2014, p. 231.
64. 1 2 3  «A conquista do oceano». IstoÉ Dinheiro via Instituto Brasileiro de Mineração. 7 de abril de 2008. Consultado em 18 de dezembro de 2024
65. ↑  Figueirôa 2014, p. 227.
66. 1 2  Silva 2013, p. 105.
67. 1 2  Silva 2017, p. 28.
68. ↑  Duarte 2016, p. 1.
69. ↑  Lopes 2014, Livro II, cap. 3.
70. ↑  Ventura 2020, p. 278-280.
71. ↑  Ventura 2020, p. 269.
72. ↑  Marreiro 2021, p. 99.
73. ↑  Figueirôa 2014, p. 233.
74. ↑  Mohriak & Torres 2017, p. 73, 76-77.
75. ↑  Silva 2021, p. 2-4.
76. 1 2  Sumida, Bernardino & De Léo 2020, p. 171.
77. ↑  Ventura 2020, p. 276.
78. ↑  Silva 2020, p. 302.
79. ↑  Ventura 2020, p. 366.
80. ↑  Silva 2021, p. 3.
81. ↑  «Ata da 201ª sessão ordinária» (PDF). Secretaria da Comissão Interministerial para os Recursos do Mar. 30 de abril de 2019. Linhas 434-436.
82. ↑  Fioravanti, Carlos (7 de fevereiro de 2020). «As montanhas submersas do Brasil». Revista Pesquisa Fapesp. Consultado em 21 de novembro de 2024
83. ↑  Garcia, Gabriel (27 de março de 2025). «Brasil ganha uma "Alemanha" para explorar no Atlântico». CNN Brasil. Consultado em 30 de março de 2025
84. ↑  Pescarini, Fábio (26 de agosto de 2024). «À espera de aprovação de aumento territorial, Amazônia Azul entra no mapa de atlas escolar». Folha de S. Paulo. Cópia arquivada em 26 de agosto de 2024
85. ↑  Serafim 2005, p. 144.
86. ↑  ANP 2023, p. 4.
87. ↑  Instituto Brasileiro de Petróleo e Gás (31 de outubro de 2022). «Setor de óleo e gás vai além dos combustíveis». G1. Consultado em 25 de novembro de 2024
88. ↑  Malar, João Pedro (10 de março de 2022). «"PIB do mar" ainda tem potencial a ser explorado no Brasil, dizem especialistas». CNN Brasil Business. Consultado em 27 de novembro de 2024
89. ↑  ANP 2023, p. 2.
90. ↑  ANP 2024, p. 2.
91. ↑  «Crude oil - proved reserves». CIA World Factbook. Consultado em 3 de dezembro de 2024
92. ↑  ANP 2023, p. 7-8.
93. ↑  Maia 2020, p. 125.
94. ↑  CEMBRA 2022, cap. III, p. 7.
95. ↑  Serafim 2005, p. 180.
96. ↑  Maia 2020, p. 122, 125.
97. ↑  Serafim 2005, p. 181.
98. 1 2  Watts, Jonathan (2015). «Brazil's troubled waters». The Guardian. Consultado em 26 de dezembro de 2024
99. ↑  Sumida, Bernardino & De Léo 2020, p. 244.
100. ↑  CEMBRA 2022, cap. III, p. 16.
101. ↑  Figueirôa 2014, p. 59-60.
102. ↑  ANP 2023, p. 3.
103. ↑  Oliveira, João José (20 de maio de 2022). «Brasil é autossuficiente, mas importa petróleo porque não faz refinarias». UOL Economia. Consultado em 15 de dezembro de 2024
104. ↑  Gragnani, Juliana (6 de novembro de 2019). «Por que Brasil importa petróleo se é 'autossuficiente'?». Consultado em 24 de novembro de 2024
105. ↑  Moura, Bruno de Freitas (24 de outubro de 2024). «Sem margem equatorial, Brasil pode ter que importar petróleo em 2034». Agência Brasil. Consultado em 15 de dezembro de 2024
106. ↑  CEMBRA 2022, cap. V, p. 20.
107. ↑  Sumida, Bernardino & De Léo 2020, p. 235-236.
108. ↑  Serafim 2005, p. 188.
109. ↑  CGEE 2008, p. 82.
110. ↑  Figueirôa 2014, p. 37-38.
111. ↑  CEMBRA 2022, cap. V, p. 31-33.
112. ↑  Sumida, Bernardino & De Léo 2020, p. 243-244.
113. ↑  Castro et al. 2017, p. 16.
114. ↑  Maia 2020, p. 131-132.
115. ↑  Maia 2020, p. 129.
116. ↑  CEMBRA 2022, cap. V, p. 13-14.
117. ↑  Sumida, Bernardino & De Léo 2020, p. 234-235.
118. ↑  CEMBRA 2022, cap. V, p. 15-16.
119. ↑  CGEE 2008, p. 98-100.
120. ↑  Serafim 2005, p. 176-177.
121. ↑  CEMBRA 2022, cap. V, p. 17-18.
122. ↑  Serafim 2005, p. 172-175.
123. ↑  Sumida, Bernardino & De Léo 2020, p. 237-238.
124. ↑  Silva 2021, p. 6-7.